# Harald Letnik
Harald Letnik (* 6. März 1982) ist ein ehemaliger österreichischer Fußballtorwart und nunmehriger -trainer.

## Karriere

### Als Spieler
Letnik begann seine Karriere beim SV Gratwein-Straßengel. Zur Saison 1995/96 wechselte er zum FC Gratkorn, bei dem er später auch in der Kampfmannschaft spielte. Mit Gratkorn stieg er 2004 in die zweite Liga auf. Für die Steirer kam er jedoch zu keinem Zweitligaeinsatz. Zur Saison 2006/07 wechselte er zum Regionalligisten SV Bad Aussee. Für Bad Aussee kam er in jener Spielzeit zu 28 Einsätzen in der Regionalliga. Mit dem Verein stieg er zu Saisonende als Meister der Regionalliga Mitte in die zweite Liga auf. Sein Debüt in der zweithöchsten Spielklasse gab er im August 2007, als er am dritten Spieltag der Saison 2007/08 gegen die Zweitmannschaft des FC Red Bull Salzburg in der Nachspielzeit für Daniel Kogler eingewechselt wurde, nachdem Einsertormann Dominik Seiwald mit einer Roter Karte vom Platz gestellt worden war. Bis Saisonende kam Letnik zu fünf Zweitligaeinsätzen. Mit den Steirern stieg er allerdings als Tabellenletzter nach nur einer Saison wieder in die Regionalliga ab. In der darauffolgenden Saison 2008/09 kam er zu 29 Regionalligaeinsätzen.
Zur Saison 2009/10 wechselte er zum Ligakonkurrenten SVL Flavia Solva. Für die Südsteirer kam er zu 25 Regionalligaeinsätzen, mit dem Verein musste er zu Saisonende allerdings aus der dritthöchsten Spielklasse absteigen. Daraufhin schloss er sich zur Saison 2010/11 dem viertklassigen ASKÖ Stinatz an. In der Burgenlandliga kam er zu 27 Einsätzen für Stinatz. Zur Saison 2011/12 wechselte Letnik zurück in die Steiermark zum ebenfalls viertklassigen SV Frohnleiten. Nach einem halben Jahr bei Frohnleiten und sechs Einsätzen in der Landesliga wechselte er im Jänner 2012 zum Ligakonkurrenten SV Wildon. Für Wildon kam er bis Saisonende zu fünf weiteren Einsätzen in der Landesliga.
Zur Saison 2012/13 kehrte er zu Gratkorn zurück, wo er für die zweite Mannschaft in der Landesliga spielen sollte und zudem als Co-Trainer der zweiten Mannschaft und Jugendtrainer fungierte. Zu Saisonende stieg er mit Gratkorn II in die Oberliga ab. In der Winterpause der Saison 2013/14 beendete er seine Karriere. In der Saison 2016/17 gab er noch einmal ein kurzes Comeback beim FC Ausseerland und absolvierte zwei Spiele in der sechstklassigen Unterliga.

### Als Trainer
Nach seiner Tätigkeit in Gratkorn wechselte er zur Saison 2013/14 zum Grazer AK, bei dem er Trainer der U-13 wurde. Nach einer Saison beim GAK wurde er zur Saison 2014/15 Cheftrainer der sechstklassigen zweiten Mannschaft des ASK Voitsberg, zudem wurde er Co-Trainer bei der ersten Mannschaft. Im Oktober 2014 trennte sich Voitsberg von ihm. Daraufhin kehrte er im November 2014 wieder in die Jugend des GAK zurück.
Im September 2016 wurde er Trainer des viertklassigen SV Frohnleiten, bei dem er auch als Spieler aktiv gewesen war. Mit Frohnleiten stieg er am Ende der Saison 2016/17 in die Oberliga ab. Im September 2017 trennte sich Frohnleiten von Letnik. Zur Saison 2018/19 wurde er Jugendtrainer beim FC Gleisdorf 09. Zur Saison 2019/20 wurde er Trainer der zweitklassigen LUV Graz Damen.